# Blauwe poort (Amsterdam)
De Blauwe poort is een artistiek kunstwerk in Amsterdam-West.
Na een grondige sanering in de buurt rondom de Van Beuningenstraat in de Staatsliedenbuurt, werd een deel van de straten autoluw gemaakt. Dit hield onder andere in dat een kruising tussen de Van Beuningenstraat, de Van Boetzelaerstraat en de Fannius Scholtenstraat deels haar functie verloor. Het punt waarop de Van Beuningestraat en Van Boetzelaerstraat samenkwamen was ooit een driehoekig plein waar twee stratenpatronen elkaar ontmoetten. Het noordelijke deel loopt daarbij enigszins parallel aan de Haarlemmertrekvaart; het zuidelijke aan de Kostverlorenvaart. In de loop der jaren werden delen van het plein afgesnoept ter faveure van de hier opgroeiende jeugd. Door Aldo van Eyck werd het pleintje bebouwd met onder andere duikelrekken, een iglo/klimkoepel en een tweetal stellingen van betonnen heipalen. Tijdens genoemde renovatie verdween ook de verbinding met de Fannius Scholtenstraat en de gemeente Amsterdam verzocht kunstenares Dicky Brand de plek op te fleuren middels een markant kunstwerk. Zij kwam met een reusachtige blauwe poort, die zijzelf Mariaboog noemde en de gemeente Staatsliedenpoort. Echter bij buurtbewoners werd het de Blauwe poort. Plaatsing van de boog stuitte op verzet van de Dienst Water en Riolering omdat er een rioleringsbuis op de beoogde plek lag, die altijd bereikbaar moest zijn. De boog kreeg daarom een gespleten fundering onder elke staander een. Het object is van gelakt verzinkt staal en beton.
Bij die herindeling ging een deel van de speelobjecten van Van Eyck verloren, maar de iglo/klimkoepel bleef staan. In 2004 moest de ruimte opnieuw ingedeeld worden. Aan de noordzijde van de punt was nieuwbouw gepleegd; de ruimte rondom de blauwe poort werd daarbij krapper.